# Three Sisters (Alberta)
Pour les articles homonymes, voir Three Sisters et Trois sœurs.
Les Three Sisters (parfois traduit les « Trois sœurs », en français) sont un trio de sommets montagneux situés proche de la ville albertaine de Canmore au Canada. Ces montagnes sont connues individuellement comme Big Sister, Middle Sister et Little Sister.
En 1883, Albert Rogers, un neveu du Major A. B. Rogers, nomma les trois sommets pour la première fois. Initialement appelés les Three Nuns (les « Trois religieuses »), ils furent par la suite renommées les Three Sisters (les « Trois sœurs »). Cette dernière dénomination apparue pour la première fois sur la carte de 1886 du Dr George Dawson qui, semblerait-il, trouvait le nom était plus approprié, dans un esprit de protestantisme.

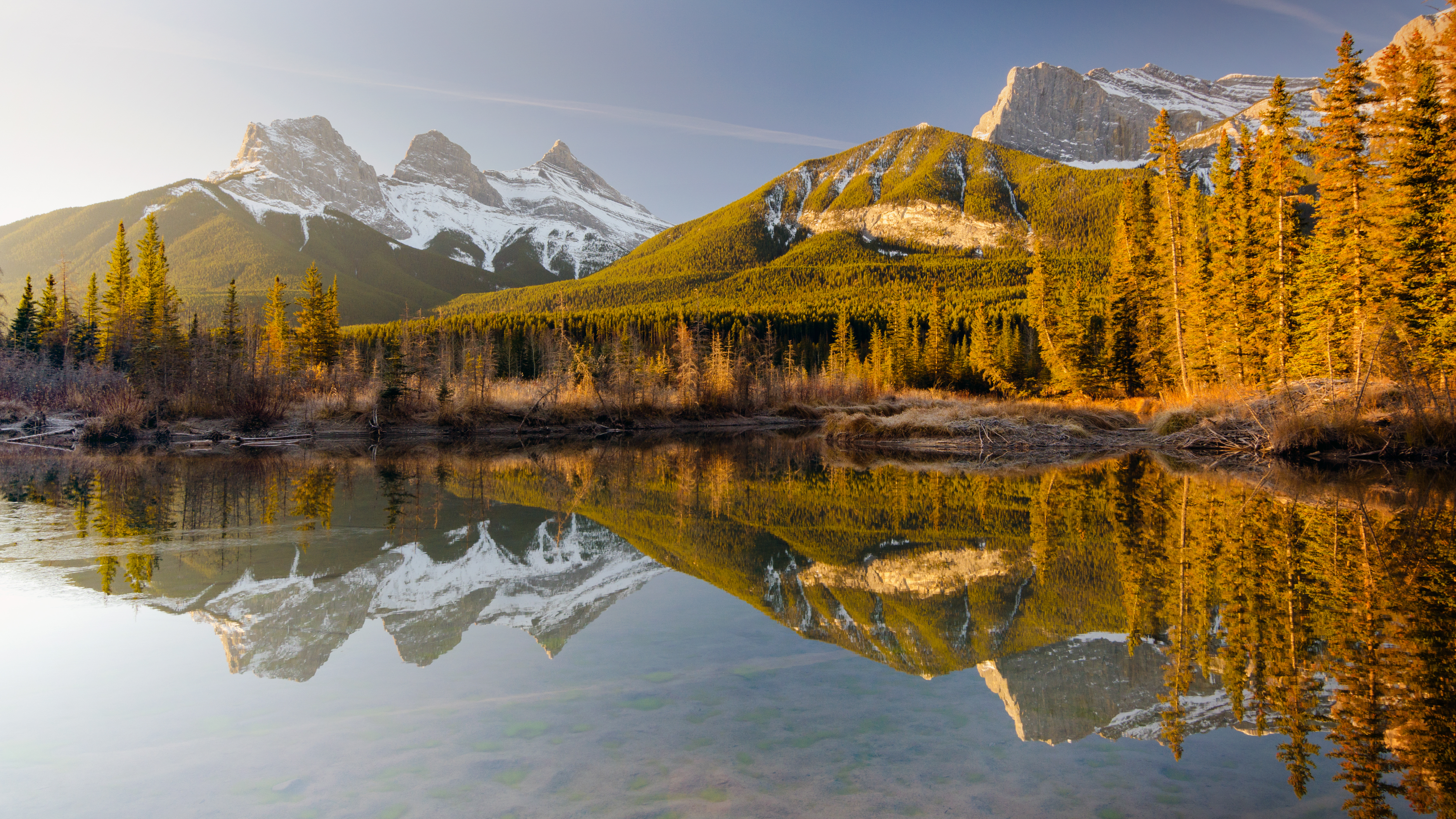
Les Three Sisters depuis le Policeman Creek (le « ruisseau du policier »), près de la ville de Canmore.